# Catedral de São João (’s-Hertogenbosch)

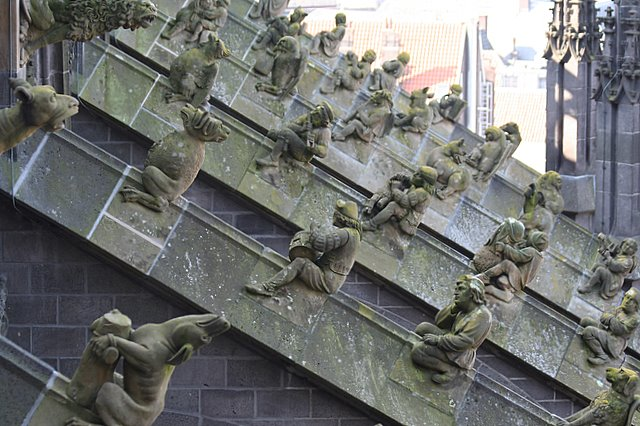
Estátuas sobre os arcobotantes da catedral.

A Catedral de São João (nome completo: Catedral Basílica de São João Evangelista) é uma catedral católica em estilo gótico, na área central de 's-Hertogenbosch, capital da província neerlandesa de Brabante do Norte. É considerada o ponto alto do gótico da região de Brabante, nos Países Baixos. A catedral impressiona por sua enorme dimensão e ricas esculturas. Única nos Países Baixos com seus arcobotantes duplos e única no mundo a ter sobre eles 96 figuras esculpidas inspiradas nas obras do pintor flamengo dos séculos XV e XVI, Jeroen Bosch. A atual catedral foi originalmente uma igreja paroquial, em 1366 tornou-se capitular e em 1559 foi elevada a condição de catedral da nova Diocese de ’s-Hertogenbosch. A catedral recebeu em 22 de junho de 1929 o título de Basílica menor. A igreja é o monumento mais conhecido dos Patrimônios da Humanidade dos Países Baixos.

## História
A primeira construção, no local onde atualmente está localizada a catedral de São João, foi a de uma igreja românica. Estima-se que sua construção iniciou-se em 1220 e foi concluída em 1340. Por volta de 1340, a construção da igreja começou a ser ampliada, e a partir de 1380, o arquiteto Willem van Kessel deu início ao seu atual estilo gótico.
O transepto e o coro foram concluídos em 1450. Em 1505, a igreja românica foi demolida, restando apenas a sua torre. A construção da catedral em estilo gótico terminou por volta de 1525.
No ano 1584, um incêndio destruiu o teto de madeira do cruzeiro, mais majestoso do que o atual. Logo, toda a torre estava em chamas, e ela desabou sobre a catedral, trazendo com ela grande parte do telhado até o ponto em que o órgão estava localizado. Em 1830, outro incêndio danificou a torre ocidental, que foi reparada em 1842.
Debaixo da torre do relógio existe um carrilhão. O mecanismo do relógio está localizado na parte superior da torre românica.

## Restaurações

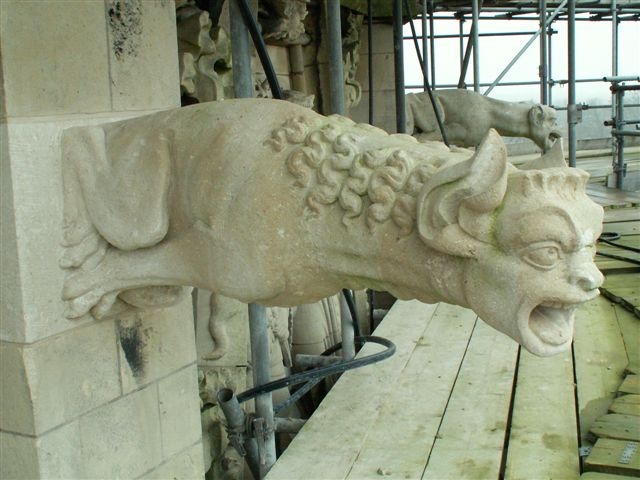
Trabalho de restauração das falsas gárgulas.

A primeira restauração da catedral durou de 1859 a 1946. Uma segunda tentativa de restauração foi executada de 1961 a 1985. A terceira e a mais recente restauração foi iniciada em 1998, e ainda está em andamento. Grande parte do edifício, mais uma vez, está coberta por andaimes erguidos para a restauração dos trabalhos em pedra do seu exterior, mas também, ironicamente, para corrigir erros cometidos pelas tentativas anteriores de restauração.